# しより
しより（しより、1994年8月26日 - ）は、日本のタレント。つぼみ大革命のメンバー。
奈良県出身。吉本興業大阪所属。

## 来歴
2010年4月 ミューモアヨシモト主催の「新生つぼみオーディション」の結果、つぼみに加入。(つぼみ2期生(ミューモア組)。同期11名)
2010年4月29日 in→dependent theatre 2ndで行われたお披露目式にてデビュー
2010年8月20日 同期の吉岡久美子とコンビ「シュークリーム」結成
2017年9月 生テレ「Gテレ×生テレ グラビア★プリンセス」準優勝

## 人物
- つぼみでの担当色は赤色。キャッチコピーは「つぼみのビューティ担当」。
- シュークリームでの漫才では向かって左の立ち位置。ボケ担当。
- 2010年4月、ミューモアヨシモトのつぼみオーディションの結果つぼみに加入。同年、4月29日のお披露目会にてデビュー。
- つぼみ内のチーム「パワーフラワー」所属。以前はチーム「Cool」に所属していた。
- つぼみ内で最年少である。
- 以前のキャッチコピーは「つぼみのアジアンクールビューティー」だった。
- ニックネーム‥しーちゃん、しーぴん [1]
- 身長‥160cm
- 犬のフレンチブルドッグや猫を飼っている。

## 出演

### インターネット動画
現在
- つぼみのもっと前進！（ニコニコ動画）

過去
- つぼみのニコニコランド（ニコニコ動画）：金曜→水曜出演

### テレビ
現在
- ならフライデー9 (奈良テレビ) シュークリームとしてNF9特集コーナーに不定期出演

過去
- ロケみつ フライデー（毎日放送） シュークリームとして不定期出演
- 2時コレ!しっとぉ!?（サンテレビ) 毎月第2金曜日にシュークリームとして出演
- ボートのつぼみ（サンテレビ)
- どきワク関西 （J:COMチャンネル、火曜日のみ）
- 特盛!よしもと 今田・八光のおしゃべりジャングルのアシスタント(読売テレビ)シュークリームとして出演。
- つぼみ公演（kawaiianTV） 過去に行われた舞台の録画放送、シュークリームとして不定期出演
- おはようコールABC（朝日放送、2014年10月3日 - 2020年）不定期リポーター シュークリームとして出演
- 気ままに歩こーく!（奈良テレビ）- 不定期出演

### ラジオ
- とびだしNSC(YES-fm）アシスタント(不定期)
- つぼみのじゃんぐる♥レディOh！（YES-fm）火曜日のみ（レギュラー出演）

### DVD
- つぼみの開花宣言!! 〜はじめてのDVDガンバリました!〜 (2011年2月9日 発売)